# Palazzo Del Cinque a Montecitorio

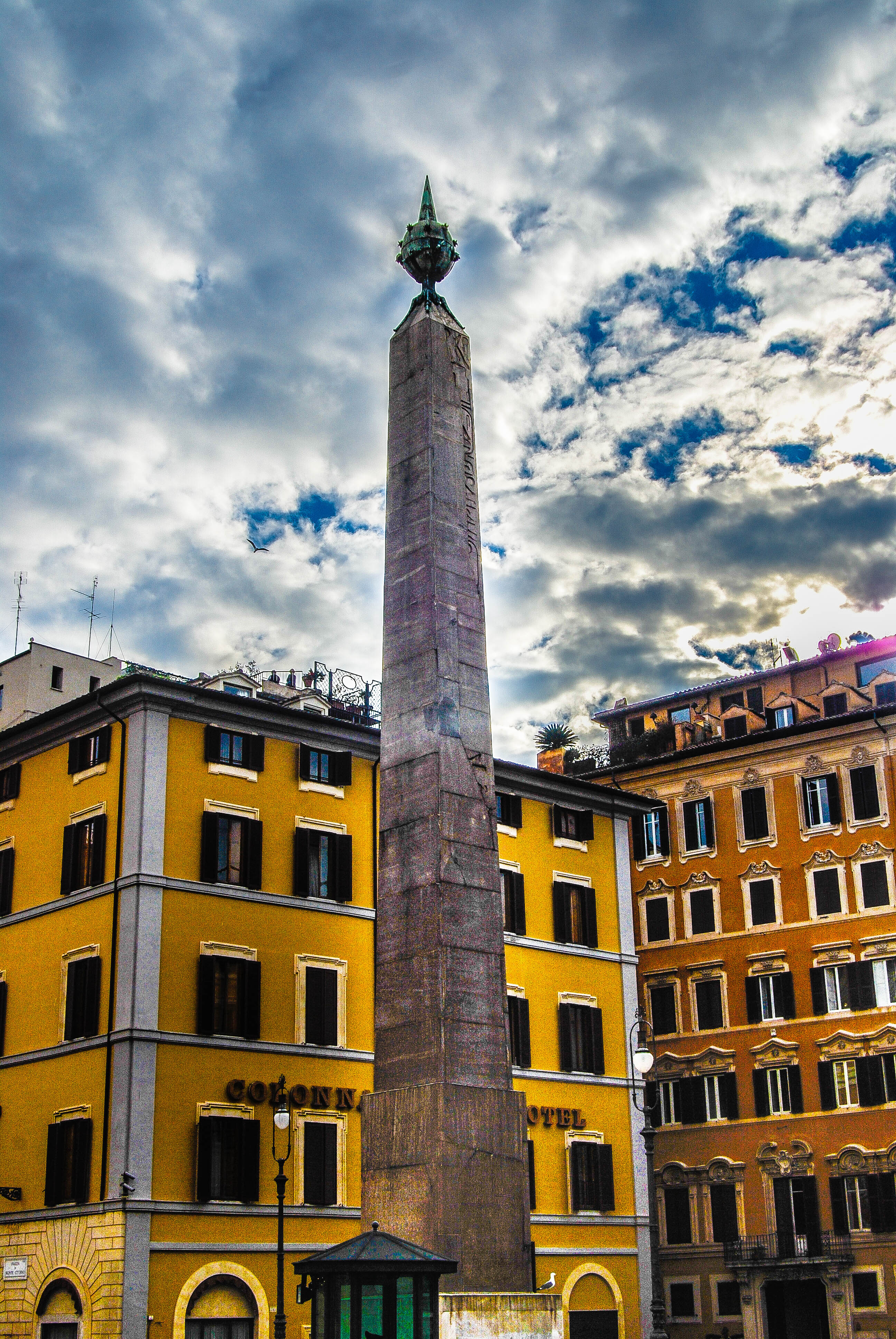
Nesta vista do canto sudeste da Piazza di Montecitorio aparecem o prédio do Colonna Palace Hotel em amarelo e o Palazzo del Cinque em laranja, à direita. Em primeiro plano, o Obelisco Montecitório.

Palazzo Del Cinque a Montecitorio é um palácio rococó localizado na esquina da Via della Colonna Antonina com a Piazza di Montecitorio, no rione Colonna de Roma, bem perto do Obelisco Montecitório (Colonna Antonina).

## História

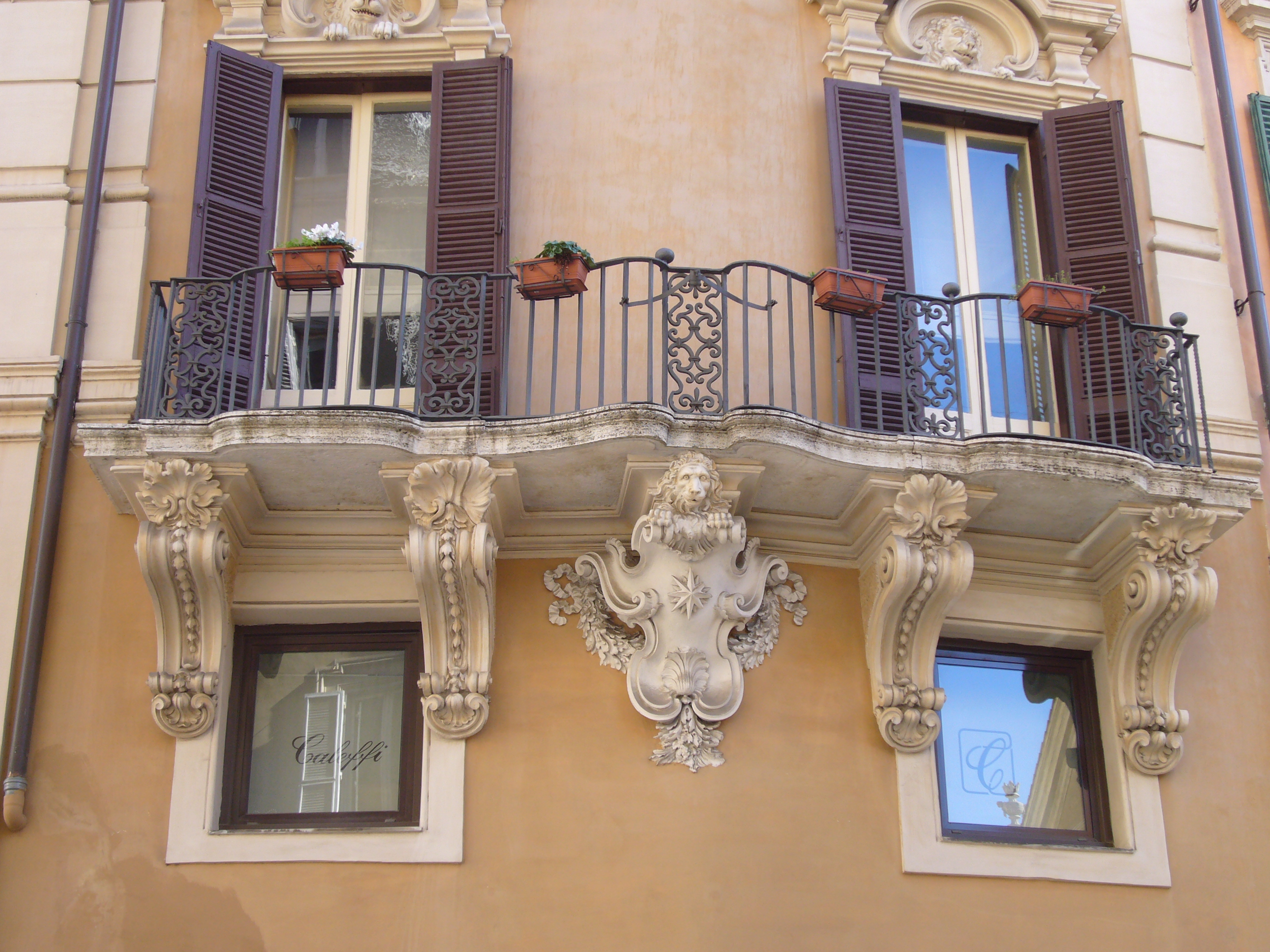
Detalhe da decoração.

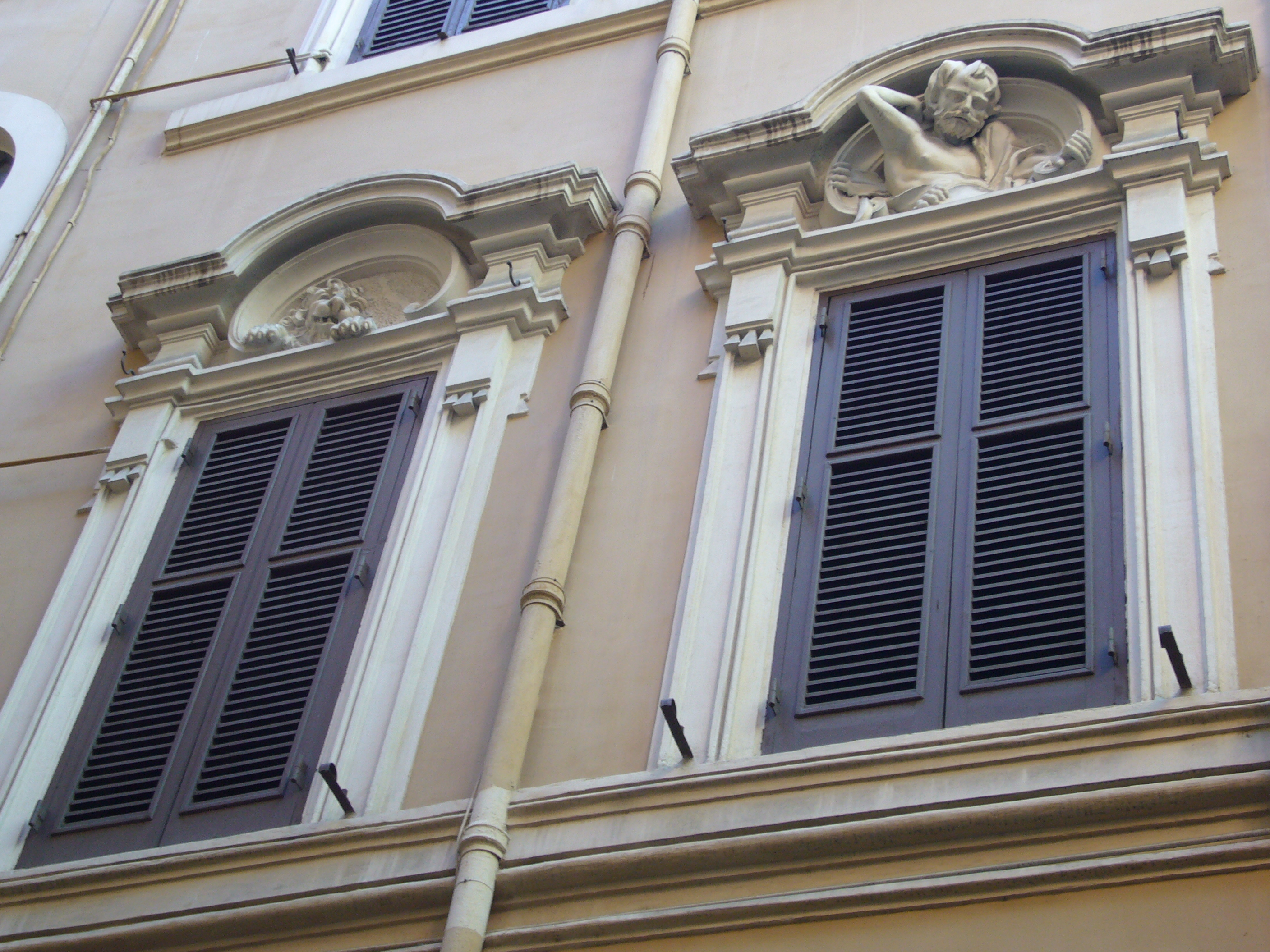
Detalhe da decoração.

O Palazzo Del Cinque, construído entre 1738 e 1742 por Francesco Ferrari, fica no fundo da Piazza Montecitorio e é característico por causa de seu portal, decorado com conchas e ramos e encimado por uma varanda com uma balaustrada de ferro e um brasão em estuque acima da porta-janela. Assim como outros palácios da época, cujo objetivo era um misto de residência e prédio de apartamentos para alugar, é notável o cuidado com a decoração do primeiro andar, o piso nobre, onde moravam os proprietários: as janelas tem uma decoração mais sofisticada, o pé-direito é mais alto que nos demais andares e ainda há já citada varanda. Além disto, os arquitetos da época conseguiram criar soluções criativas para projetar portais altos e imponentes sem elevar muito o pé-direito do piso térreo. No caso do Palazzo Del Cinque, Ferrari ainda encontrou espaço para um mezzanino.
Os marqueses Del Cinque, que herdaram o nome dos Quintili, são membros de uma antiga família do século XV que possuíam um palácio muito antigo no Trastevere, numa rua que leva seu nome, o Palazzo Del Cinque a Trastevere.